# Fornelos (El Bollo)
Fornelos (llamada oficialmente San Bartolomeu de Fornelos) es una parroquia y un lugar español del municipio de El Bollo, en la provincia de Orense, Galicia.

## Toponimia
La parroquia también es conocida por el nombre de San Bartolomé de Fornelos.

## Organización territorial
La parroquia está formada por una entidad de población:
- Fornelos

## Demografía
Gráfica demográfica del lugar y parroquia de Fornelos según el INE español:
| Gráfica de evolución demográfica de Fornelos entre 2000 y 2022 |
|                                                                |
| Datos según el nomenclátor publicado por el INE.               |